# Persone di nome Giampiero
| Questa pagina contiene informazioni ricavate automaticamente dalle voci biografiche con l'ausilio del template Bio e di un bot. L'aggiornamento è periodico e automatico e ricostruisce completamente la pagina. Se manca una persona in questa lista, sei pregato di non aggiungerla, ma accertati piuttosto che la sua voce biografica contenga il template Bio e che i dati anagrafici siano correttamente compilati. Se il template Bio manca, inseriscilo tu stesso o, in alternativa, metti l'avviso {{tmp\|Bio}} che ne segnala la mancanza. Se i dati riportati sono sbagliati, correggi direttamente la voce biografica; le modifiche saranno visibili in questa lista entro pochi giorni. Per chiarimenti vedi il progetto antroponimi. La lista contiene solo le 72 persone che sono citate nell'enciclopedia e per le quali è stato implementato correttamente il template Bio. Pagina aggiornata al 16 ott 2024. |

Questa è una lista di persone presenti nell'enciclopedia che hanno il prenome Giampiero, suddivise per attività principale.

## Allenatori di calcio(3)
- Giampiero Ceccarelli, allenatore di calcio e ex calciatore italiano (Cesena, n. 1948)
- Giampiero Maini, allenatore di calcio, dirigente sportivo e ex calciatore italiano (Roma, n. 1971)
- Giampiero Molinari, allenatore di calcio e ex calciatore italiano (Perugia, n. 1937)

## Allenatori di pallacanestro(2)
- Giampiero Hruby, allenatore di pallacanestro e imprenditore italiano (Trieste, n. 1960)
- Giampiero Ticchi, allenatore di pallacanestro italiano (Pesaro, n. 1959)

## Alpinisti(1)
- Giampiero Di Federico, alpinista e scrittore italiano (Scurcola Marsicana, n. 1955)

## Architetti(1)
- Giampiero Peia, architetto e designer italiano (Lodi, n. 1961)

## Arcivescovi cattolici(1)
- Giampiero Gloder, arcivescovo cattolico italiano (Asiago, n. 1958)

## Astronomi(1)
- Giampiero Iatteri, astronomo italiano (n. 1941 - † 2004)

## Attori(8)
- Giampiero Albertini, attore e doppiatore italiano (Muggiò, n. 1927 - Roma, † 1991)
- Giampiero Becherelli, attore e scrittore italiano (Lastra a Signa, n. 1929 - Empoli, † 2010)
- Giampiero Bianchi, attore italiano (Varese, n. 1945 - Roma, † 2005)
- Giampiero Cicciò, attore e regista teatrale italiano (Messina, n. 1966)
- Giampiero Ingrassia, attore italiano (Roma, n. 1961)
- Giampiero Lisarelli, attore italiano (Roma, n. 1975)
- Giampiero Littera, attore italiano (Roma, n. 1938)
- Gian Piero Rotoli, attore italiano (Napoli, n. 1979)

## Aviatori(1)
- Giampiero Crespi, aviatore e militare italiano (Carnago, n. 1918 - Legnano, † 2013)

## Calciatori(16)
- Giampiero Bandini, calciatore italiano (Terni, n. 1935 - Monfalcone, † 2008)
- Giampiero Bartoli, ex calciatore italiano (San Giovanni Valdarno, n. 1934)
- Giampiero Bassi, calciatore italiano (San Giuliano Milanese, n. 1939 - San Giuliano Milanese, † 2007)
- Giampiero Betello, ex calciatore italiano (Roma, n. 1935)
- Giampiero Boniperti, calciatore, dirigente sportivo e politico italiano (Barengo, n. 1928 - Torino, † 2021)
- Giampiero Calloni, calciatore italiano (Milano, n. 1938 - Busto Arsizio, † 2024)
- Giampiero Convalle, calciatore italiano (Pescia, n. 1937 - Monticelli Terme, † 2018)
- Giampiero D'Angiulli, ex calciatore italiano (Ospitaletto di Cormano, n. 1948)
- Giampiero Dalle Vedove, calciatore italiano (Cremona, n. 1946 - Alessandria, † 2016)
- Giampiero Grevi, calciatore e allenatore di calcio italiano (Firenze, n. 1936 - Reggio Emilia, † 2020)
- Giampiero Mangiarotti, calciatore italiano (Stradella, n. 1935 - Stradella, † 1990)
- Giampiero Murer, calciatore italiano (Milano, n. 1897 - Milano, † 1957)
- Giampiero Pinzi, ex calciatore italiano (Roma, n. 1981)
- Giampiero Scaglia, ex calciatore italiano (Parma, n. 1963)
- Giampiero Schiavo, ex calciatore italiano (Castelgomberto, n. 1939)
- Giampiero Vitali, calciatore, allenatore di calcio e dirigente sportivo italiano (Milano, n. 1940 - Milano, † 2001)

## Cantanti(1)
- Gepy & Gepy, cantante, compositore e produttore discografico italiano (Roma, n. 1943 - Roma, † 2010)

## Cantautori(2)
- Giampiero Artegiani, cantautore, paroliere e produttore discografico italiano (Roma, n. 1955 - Roma, † 2019)
- Drupi, cantautore italiano (Pavia, n. 1947)

## Cestisti(2)
- Giampiero Savio, ex cestista italiano (Udine, n. 1959)
- Giampiero Torda, ex cestista italiano (Rieti, n. 1957)

## Critici cinematografici(1)
- Giampiero Frasca, critico cinematografico, saggista e blogger italiano (Torino, n. 1970)

## Critici musicali(1)
- Giampiero Vigorito, critico musicale, giornalista e conduttore radiofonico italiano (Roma, n. 1956)

## Diplomatici(1)
- Giampiero Massolo, diplomatico e funzionario italiano (Varsavia, n. 1954)

## Direttori d'orchestra(1)
- Giampiero Boneschi, direttore d'orchestra, compositore e arrangiatore italiano (Milano, n. 1927 - Segrate, † 2019)

## Drammaturghi(1)
- Giampiero Solari, drammaturgo, regista teatrale e autore televisivo italiano (Lima, n. 1957)

## Filosofi(2)
- Giampiero Moretti, filosofo italiano (Roma, n. 1955)
- Giampiero Stabile, filosofo italiano (Sapri, n. 1951 - Salerno, † 1984)

## Fisici(1)
- Giampiero Tosi, fisico italiano (Novara, n. 1937)

## Fumettisti(2)
- Giampiero Casertano, fumettista italiano (Milano, n. 1961)
- Giampiero Ubezio, fumettista italiano (Novara, n. 1949)

## Geografi(1)
- Giampiero Cotti Cometti, geografo italiano (Lovere, n. 1935 - Milano, † 2009)

## Giocatori di biliardo(1)
- Giampiero Rosanna, giocatore di biliardo italiano (Busto Arsizio, n. 1944)

## Giornalisti(2)
- Giampiero Gerosa, giornalista e scrittore italiano (Lecco, n. 1920 - Merate, † 2011)
- Giampiero Mughini, giornalista, scrittore e opinionista italiano (Catania, n. 1941)

## Imprenditori(1)
- Giampiero Rubei, imprenditore e direttore artistico italiano (Roma, n. 1940 - Roma, † 2015)

## Medici(1)
- Giampiero Mosconi, medico e psicologo italiano (Milano, n. 1921 - † 2010)

## Nuotatori(1)
- Giampiero Fossati, ex nuotatore italiano (Genova, n. 1944)

## Pallavolisti(1)
- Giampiero Valsania, ex pallavolista italiano (Torino, n. 1966)

## Piloti automobilistici(1)
- Giampiero Simoni, pilota automobilistico italiano (Porto San Giorgio, n. 1969)

## Pittori(2)
- Giampiero Nebbia, pittore italiano (Demonte, n. 1943 - Torino, † 2006)
- Giampiero Poggiali Berlinghieri, pittore e scultore italiano (Firenze, n. 1936 - Firenze, † 2021)

## Politici(3)
- Giampiero Beccaria, politico italiano (Brescia, n. 1944)
- Giampiero Catone, politico e editore italiano (Napoli, n. 1956)
- Giampiero Giulietti, politico italiano (Città di Castello, n. 1968)

## Registi(1)
- Giampiero Giunti, regista, attore e montatore italiano (Fier, n. 1940 - Roma, † 2012)

## Rugbisti a 15(1)
- Giampiero Mazzi, ex rugbista a 15 e allenatore di rugby a 15 italiano (Frascati, n. 1974)

## Scacchisti(1)
- Giampiero David, scacchista italiano (Torino, n. 1956)

## Schermidori(1)
- Giampiero Pastore, ex schermidore italiano (Salerno, n. 1976)

## Scrittori(2)
- Giampiero Comolli, romanziere e saggista italiano (Milano, n. 1950)
- Giampiero Rigosi, scrittore e sceneggiatore italiano (Bologna, n. 1962)

## Storici(2)
- Giampiero Brunelli, storico italiano (Roma, n. 1968)
- Giampiero Carocci, storico italiano (Firenze, n. 1919 - Roma, † 2017)

## Senza attività specificata(1)
- Giampiero De Carli, allenatore di rugby a 15 e ex rugbista a 15 italiano (Roma, n. 1970)